# 嫖客
嫖客，又稱狎客、尋芳客，是指嫖妓的人。「嫖」字在早期本來並沒有狎玩娼妓的意思，到後期才轉為現在的意思。古代的嫖客大多為尋找性服務，現代則專指與性工作者進行性交易的人。有些國家嫖妓犯法（瑞典等國受女性主義運動影響罰嫖不罰娼），有些國家則是準設紅燈區大賺買春錢（如荷蘭、德國）。

## 歷史
希腊神話記一美貌的妓女拉伊丝，價碼為一千德拉克马，狎客仍不絕於途。古希臘的妓女分作數級。最低級的稱為，這個字來自，即「販賣」，這些「賣春婦」一般為性奴隸，從屬於叫做的人，直譯就是「牧妓人」。
周越然《言言齋佚文》記有法國民謠：“十個男子九個嫖，不嫖必定有蹊蹺；倘非天閹不成器，當是身體吃勿消”。當時巴黎登記有案之妓女約六千或七千人，其不登記的暗妓恐在六萬人以上。《約翰生傳》作者包斯威爾（J. Boswell）在日記記1764年某日嫖妓的經過。
陈独秀因在八大胡同与北京大學學生們同昵一妓，亲往妓院“打场”，以至于抓伤某妓女下體。

## 法律以及規範
嫖妓、性交易在各國之間法律皆不同，因司法管轄區和國家/地區而異。

### 臺灣
嫖客在購買性服務後不付錢，會被告詐欺罪，跟霸王餐類似，舉凡是吃飯、按摩、理髮、性交易後不付錢，消費後不付錢皆屬於詐欺罪。